# Movimiento 7 Estrellas

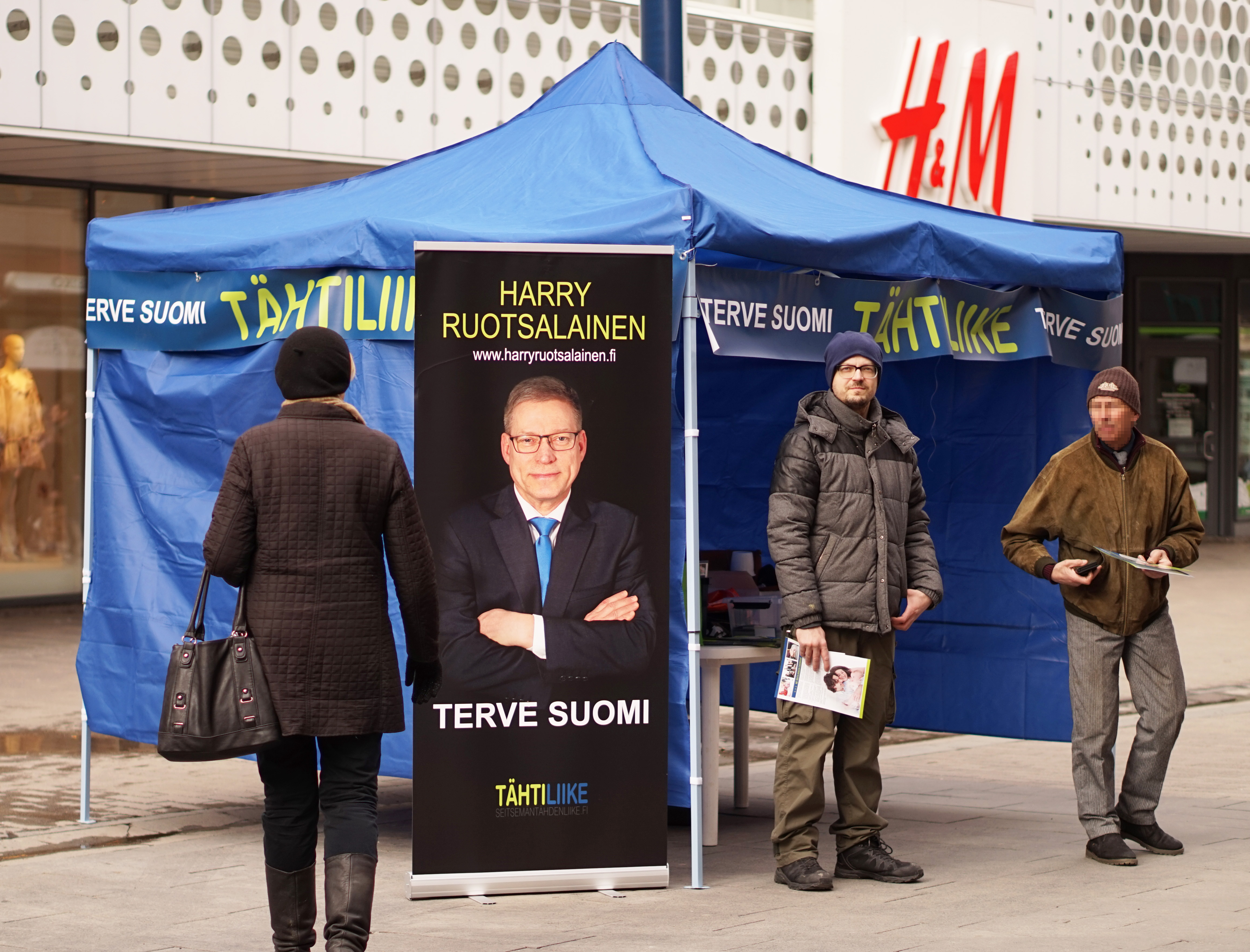
El Movimiento 7 Estrellas hace campaña para las elecciones parlamentarias finlandesas de 2019.

El Movimiento 7 Estrellas (en finés: Seitsemän tähden liike, en sueco: Sjustjärnerörelsen) es un partido político finlandés fundado en 2018. El partido fue fundado por Paavo Väyrynen, su presidente y único diputado, después de que fue expulsado de su anterior partido, el Partido de los Ciudadanos.

## Historia
Paavo Väyrynen se postuló con éxito para el Parlamento finlandés en las elecciones parlamentarias finlandesas de 2015, en representación del Partido del Centro. Väyrynen, sin embargo, eligió renunciar a su escaño para servir en el Parlamento Europeo al que había ingresado anteriormente. Väyrynen regresó al Parlamento finlandés en junio de 2018, pero desertó del Partido del Centro al Partido de los Ciudadanos, que él había fundado. El Partido de los Ciudadanos ya estaba envuelto en una lucha de poder en ese momento, lo que resultó en la expulsión de Väyrynen. A fines de junio, Väyrynen anunció que había fundado el Movimiento 7 Estrellas como un sustituto del Partido de los Ciudadanos, con el que permaneció en el parlamento. un momento. El nombre está inspirado en el populista Movimiento 5 Estrellas de Italia. Los objetivos del Movimiento 7 Estrellas son la independencia política, la no alineación y un mayor control de la inmigración.
Un tribunal de primera instancia dictaminó en noviembre de 2018 que la expulsión de Väyrynen había sido ilegal. A pesar del fallo, la lucha legal convenció a Väyrynen de seguir adelante con su Movimiento 7 Estrellas en lugar del Partido de los Ciudadanos. Más tarde ese mes, Väyrynen anunció que se había alineado oficialmente con el grupo parlamentario del Movimiento 7 Estrellas, y por lo tanto se convirtió en su primer MP. Väyrynen es el presidente del partido. El secretario es Seppo Hauta-aho, exayudante de campaña de Väyrynen. El partido tiene su sede en Helsinki.
El movimiento reunió 5.000 tarjetas de apoyo (firmas)  en diciembre de 2018 y fue admitido en el registro de partidos (fi) el 21 de diciembre de 2018. El partido participó en las elecciones parlamentarias de 2019, pero no logró obtener un escaño en el parlamento. Después de las elecciones, Väyrynen escribió en su blog que el partido continuaría sus operaciones. Aunque inicialmente escépticos acerca de que el partido participara en las elecciones al Parlamento Europeo de 2019, decidieron postularse. Entre los candidatos están Väyrynen y el empresario Peter Fryckman.

## Resultados electorales

### Elecciones parlamentarias
| Año  | Escaños | Votos | Porcentaje | Ref.   |
| ---- | ------- | ----- | ---------- | ------ |
| 2019 | 0       | 11366 | 0.4%       | [ 14 ] |